# Pentidotea gracillima
Pentidotea gracillima är en kräftdjursart som först beskrevs av James Dwight Dana 1854.  Pentidotea gracillima ingår i släktet Pentidotea och familjen tånglöss. Inga underarter finns listade i Catalogue of Life.